# HD 74371
HD 74371，又名CD-44 4704，SAO 220300、HR 3456，是一颗恒星，视星等为5.23，位于銀經264.44，銀緯-2.01，其B1900.0坐标为赤經8h 38m 32.7s，赤緯-45° -2.01′ 8″。